# پوبوایشته
پوبوایشته (انگلیسی: Poboishche) یک شهرک در شهرستان کوگارچینسکی جمهوری باشقیرستان در کشور روسیه است.